# Don Brautigam
Donald P. Brautigam (* 12. September 1946 in Paterson, New Jersey; † 27. Januar 2008) war ein amerikanischer Maler, Zeichner und Illustrator. Bekannt wurde er durch die von ihm gezeichneten Buch- und Plattencover.

## Leben und Wirken
Brautigam begann im Alter von etwa vier Jahren, Autos und Motorräder zu zeichnen. 1971 schloss er eine Ausbildung an der School of Visual Arts ab. Seine bevorzugte Techniken waren Acrylmalerei und Airbrush, die er miteinander kombinierte. Zu seinen bekanntesten Werken gehört das Buchcover zur amerikanischen Erstauflage von Stephen Kings Roman Das letzte Gefecht, für das er 1980 die Auszeichnung Cover of the Year erhielt. Weiterhin zeichnete er seit den 1970er Jahren Plattencover. Seine erste Auszeichnung erhielt er 1974 für das Cover zu Herbie Manns Album Reggae. Er zeichnete weiterhin Titelblätter für Zeitschriften und entwarf Werbegrafiken und Logos für Unternehmen wie BASF, Pepsi und Dell sowie für Musikgruppen wie ZZ Top, AC/DC und The Rolling Stones. Später kamen Ölgemälde hinzu, überwiegend Porträts. Das Original des Albumcovers zu Metallicas Master of Puppets erzielte bei einer Versteigerung im November 2008 einen Preis von 35.000 US-Dollar.
Er war verheiratet, hatte zwei Söhne und war mit dem Schriftsteller Dean Koontz befreundet.

## Werke (Auswahl)
Buchcover
- Stephen King: Das letzte Gefecht
- Dean Koontz: Drachentränen
- H. G. Wells: Die Insel des Dr. Moreau

Albumcover
- AC/DC: The Razors Edge
- Anthrax: Among the Living
- Anthrax: State of Euphoria
- Chuck Berry: Rock It
- James Brown: The Payback
- Metallica: Master of Puppets
- Mötley Crüe: Dr. Feelgood